# スピンネーカー・タワー
- スピネーカー・タワー[1]
- スピネッカー・タワー[2]

スピンネーカー・タワー（英: Spinnaker Tower）は、英国に属するイングランドハンプシャー州の都市、ポーツマスに存在するランドマーク・タワー。高さは170-メートル (560 ft)。アウトレット・ショッピングセンターのガンウォーフ・キー内に位置する。
英国の宝くじチェーン、ナショナル・ロッタリーからの金銭的支援を受け、ミレニアムプロジェクト（2000年記念事業）の一環として建設を計画された、ポーツマス・ハーバー・ルネサンス計画における中心的存在。当時の呼称はポーツマス・ミレニアム・タワーであったが、建設に遅れが生じたために2001年内には完成しなかった。うねった船の帆に似せたその明快な形状に由来して、名称をスピンネーカー・タワーに変更し、同タワーは4年間の建設工事を経て、2005年10月18日に開業した。タワーは複数の賞を受賞しているが、そのデザインについては賛否が分かれている（詳細はこちらの節を参照）。また2015年7月からはエミレーツ航空と提携を結び、エミレーツ・スピンネーカー・タワーに改称された。

## 経緯

### 背景

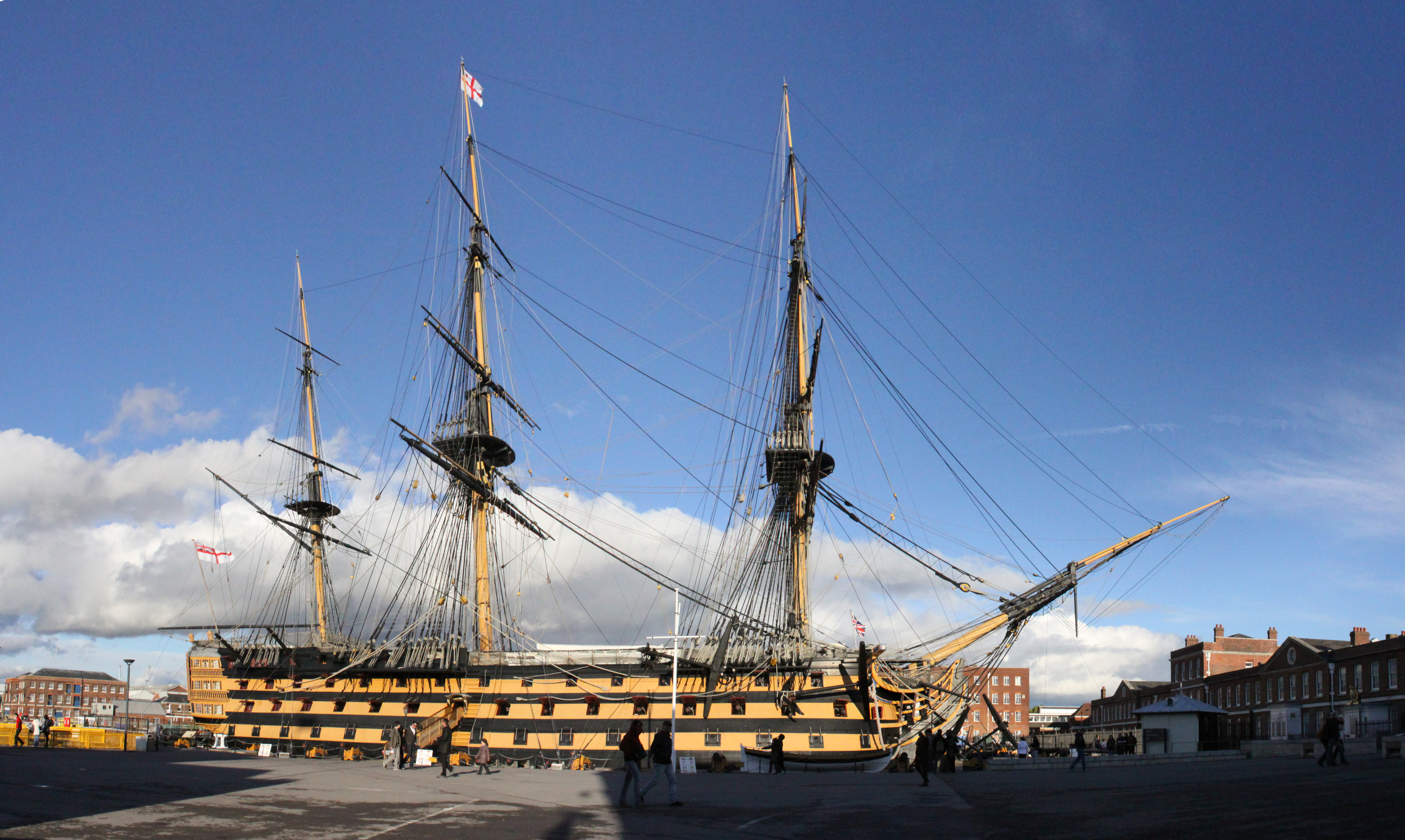
戦列艦ヴィクトリー号

ポーツマスはフランスなど他国からの攻撃に備えるため、英国の要塞としての役割を担い、軍需産業を発展させ、軍港として経済を維持させてきた。しかしながら1904年の英仏協商締結や、20世紀末における東西冷戦の終結、EUの統合などにより、1980年代半ばにはポーツマスの軍港としての存在意義は失われつつあった。海運業についても、ポーツマスが属する湾が西北に切れ込んだ場所にあるサウサンプトンが主要な街となっていた。このように軍需産業に頼り切っていたポーツマスだが、フランスのシェルブールやスペインのビルバオへ向けたフェリーが出航するようになり、街への観光客は多かった。しかしながら、文化的魅力として挙げられるのは軍港として名を馳せた時代の歴史的展示物にとどまり、文化的・商業的に発展した街とは言えない状況で、観光客にとっては淡白に感じられる街だった。

### ミレニアム事業

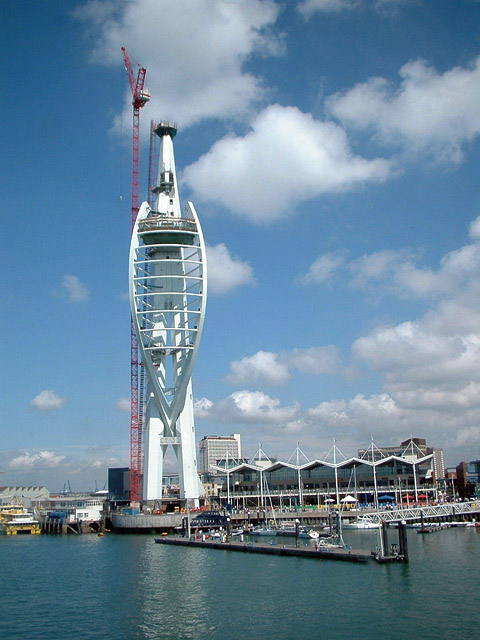
建設中の様子（2004年8月撮影）

1995年にポーツマス市議会および英国国防省がガンウォーフ地域を民間の開発事業者に入札させ、3千年紀開始を祝うミレニアム・タワーの建設に意欲を示したバークレー・グループが契約を勝ち取った。これはナショナル・ロッタリーの配当金を用いて英国にランドマークを建設する「ランドマーク・ミレニアム・プロジェクト」を推進する政府機関、ミレニアム・コミッションが主導する「英国の業績と野望のための永続的な記念建造物の建築」計画としてあった12構想のうちの1つであった。その計画について、経済的成功を収める見通しが立っていないことから周囲から否定的な見方がなされていたが、当初の計画にアウトレットの建設を加えたバークレー・グループは、ガンウォーフ地域の大規模な再開発について市議会からの承認を得て、ナショナル・ロッタリーの配当金4,000万イギリス・ポンドの資金を受理した。ミレニアム事業の一環として、歴史的な海軍の造船所や船、信号所などといったかつての港町としてのたたずまいを残しながら、ポーツマス・ハーバー駅の南側のドックを中心に1.5億イギリス・ポンドを費やし、アウトレット・ショッピングセンターのガンウォーフ・キーを含む複合商業エリア、ポーツマス・ハーバー・ルネサンスを完成させた。しかしながら、ミレニアム記念のために建設が予定されていたポーツマス・ミレニアム・タワーという名称のタワーに関しては十分な建設資金を得られず、建設計画の度重なる遅れによって2001年内の完成を間に合わせることが出来なかった。結果的に2001年11月から2005年10月までの4年間を建設に要し、のちにスピンネーカー・タワーと改称された。当初のタワー建設費用としてバークレー・グループはナショナル・ロッタリーからの資金3,000万イギリス・ポンドに加えて900万イギリス・ポンドを負担する予定であったが、1998年にはタワーの経済効果が不鮮明であったがために300万イギリス・ポンドにまで負担額を削減した。最終的な建設資金は3,560万イギリス・ポンドで、国庫を資金源とはせず、うち約1,100万イギリス・ポンドを税納でまかなっている。一連の建設費用をとりまく論争によって、建設の決定がなされた当時に市議会における労働党のリーダーを勤めていた政治家は引責辞任している。

### 開業以後

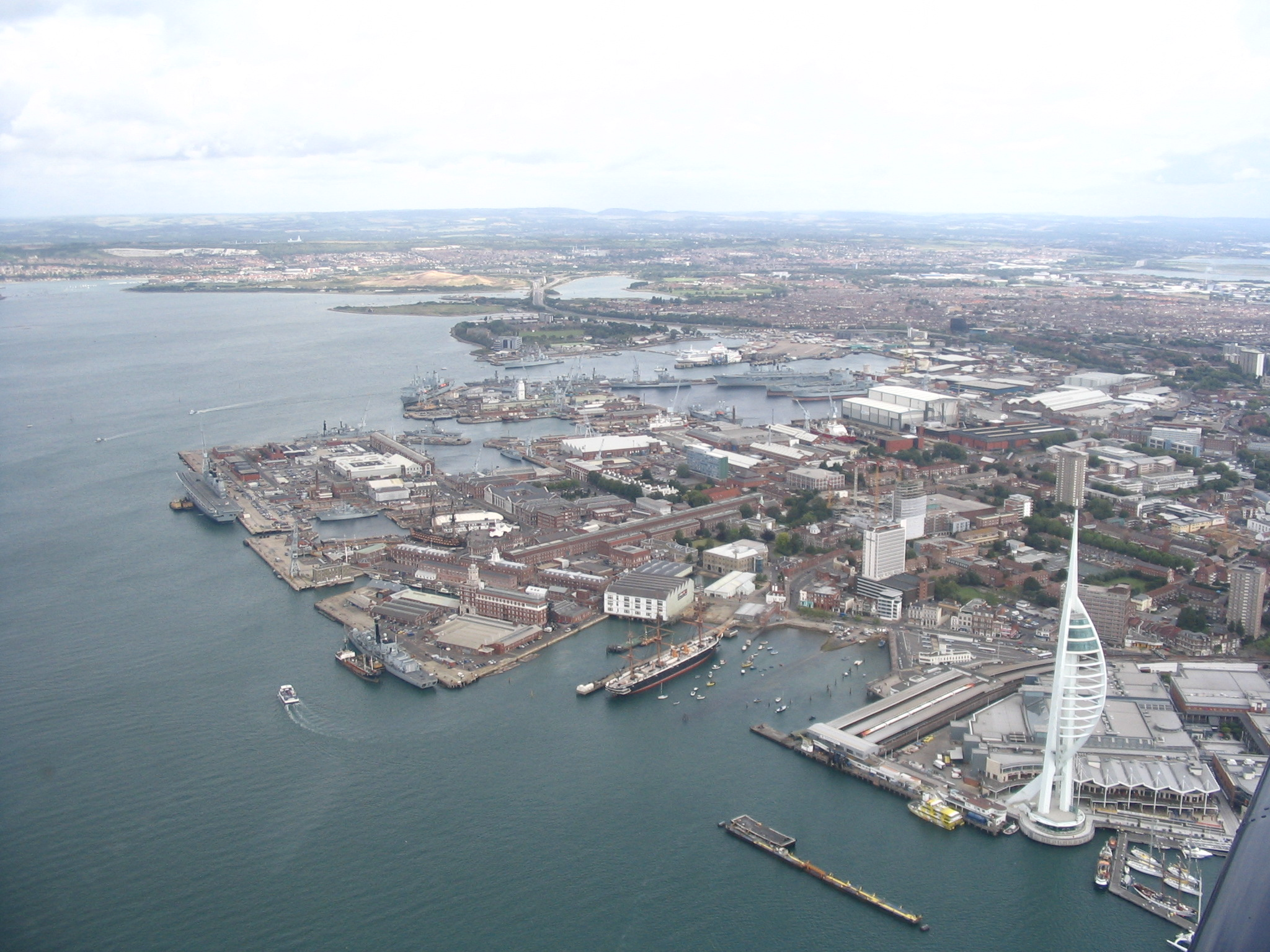
ポーツマス・ハーバーとスピンネーカー・タワー

スピンネーカー・タワーは2005年10月18日に開業し、街の歴史を反映させた、船の帆をイメージした形状で、ポーツマスのランドマークとして定着し、国内のみならず海外にもポーツマスの存在感を示した。開業初年度には60万人の来場者数を記録しており、英国政府観光庁の最高責任者であるトム・ウライトは「スピンネーカー・タワーは早くも海外の観光客の旅行プランに組み込まれるような必ず訪れるべき場所のひとつになった」と述べた。その後2007年9月にはタワーの訪問者が100万人に到達した。このように当初は多くの観光客を呼び集めたものの、徐々に減少傾向にあったことから、フリーフォールライドの導入を計画している。また、観光客の増加を見込んで、周辺に軍艦メアリー・ローズ号の博物館が2013年5月に完成している。2010年には世界大タワー連盟に32番目として加盟した。

### スポンサー契約の締結

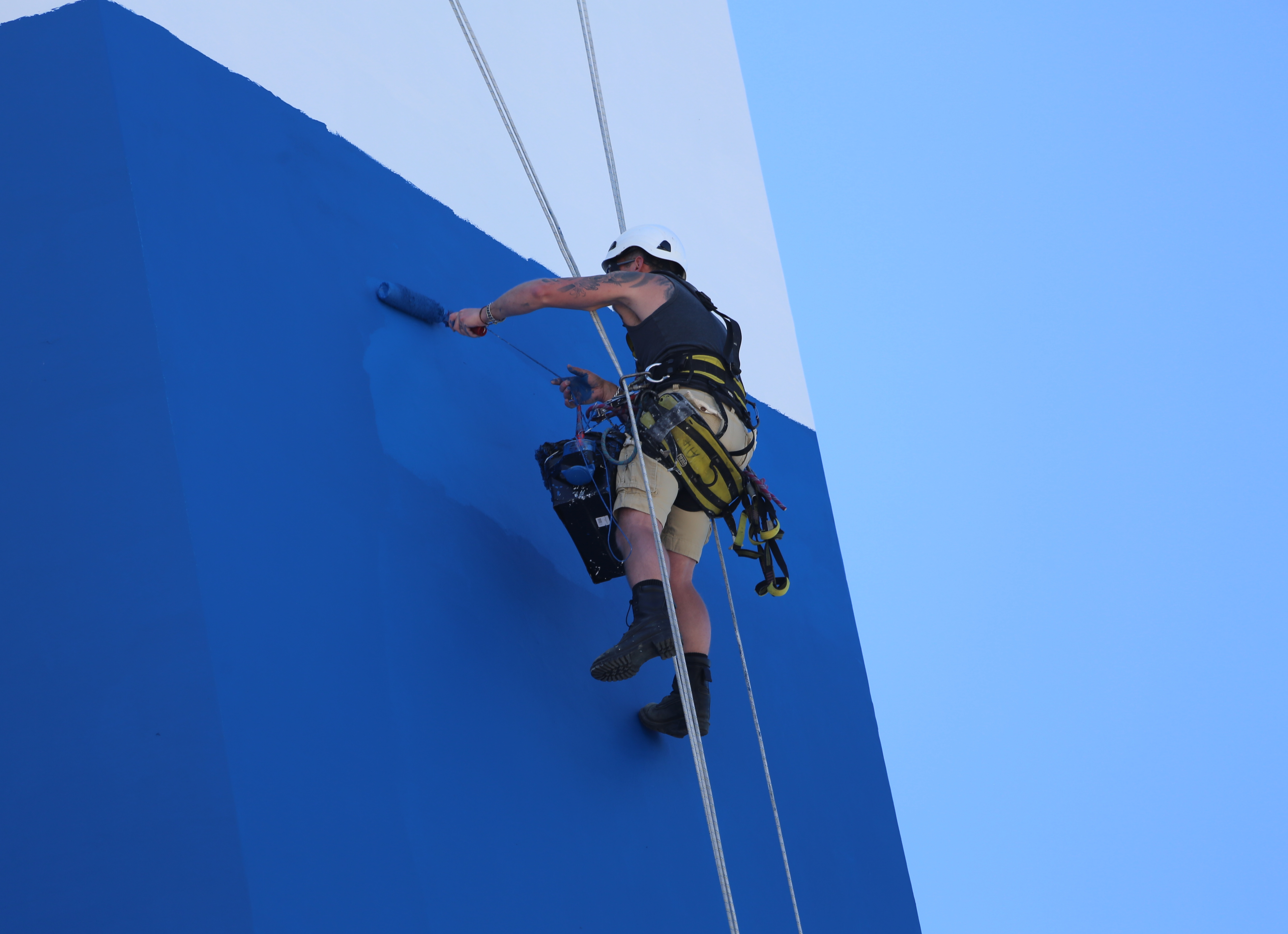
タワーの塗り替え作業

2015年5月には、「ポーツマス市議会が所有する土地や資産を広告目的で有効に用い収益を増大させる」よう活動の裾野を広げ、その一部として民間のスポンサーにタワーの命名権を売り渡すことを市議会が提案した。提案されたスポンサー契約には少なくとも5年間のタワー命名権、スポンサーが選択した色やロゴへの塗り替えおよび変更、2015年アメリカスカップワールドシリーズ開催前の7月17日より前に新しいシンボルマークを導入することが含まれた 。そしてドバイを本拠とするエミレーツ航空がエミレーツ・スピンネーカー・タワーへ改称を行う予定で特別スポンサーになることが報じられた。6月5日にはエミレーツ航空とのスポンサー締結を市議会が正式に発表した。ブランド再生の一環として、もともと白色に塗装されていたタワーはエミレーツ航空のロゴに用いられた赤と白色に塗り替えられる予定であったが、その配色は現地のサッカーチームのライバルサウサンプトンFCを彷彿とさせるため、何千もの署名が集まった陳情書が提出された。それを受けて、ポーツマス市議会は変更の見直しを決定し、青、金、白色に塗り替える新計画を公表し、アメリカスカップ開催中の2015年7月に塗り替えられた。このスポンサー契約は2020年まで継続する予定となっている。

## 構造および設計
タワーの高さは170メートルで、中に入場できる建築物の中では、英国でロンドンを除き最も高い。ポーツマスにおいても最も高い建築物である。建設会社のHGPアーキテクツが設計を、エンジニアリング・コンサルタント会社のスコット・ウィルソン・グループ（現・URSコーポレーション）が構造エンジニアを担当し、英国有数の建設会社モーレムによって建設された。
タワーはヨットの帆を模しており、ポーツマスの海軍史を反映している。タワーのデザインは3つの候補から1998年2月に市民投票によって決定した。タワーを構成する材料は鋼鉄とコンクリート。84個のパーツを積み上げて建築された。コンクリートはタワー全体でオリンピックで使用されるプールの容積の5+1⁄2の分量を使用し、高さ143メートルのコンクリート支柱は六角形の土台から5.5度傾いて直立し、連続的に成型を行うスリップフォーム工法によって建設された。タワーの全重量は約30,000トンに及ぶ。弓なりに曲げられた、2本の大きな白色の鋼鉄を用いて設計されており、その鉄が船の中心線と交差させる横帆の1種、スピンネーカーを形作っている。鋼鉄の組み立てを行ったのはバタリー・エンジニアリング。
タワーの上部には3つの展望台があり、ポーツマスの街やラングストーン・ハーバー、ポーツマスの街を350度の方向から、距離にして37キロメートル (23 mi)離れたところまで見渡すことができる。最も高い位置にある展望台（いわゆるクロウズ・ネスト）にはワイヤーの網で作られた天井があり、観光客が風雨にさらされる状態となっている。一番下の展望階の中央にはガラスの床が存在し、階下を見通せる。このいわゆるグラス・フロアは、ヨーロッパで最も大きい。展望階は最も下で100-メートル (330 ft)、中間で105-メートル (344 ft)、最も上で110-メートル (360 ft)。一番上にある尖頭は27-メートル (89 ft)あり、14トンの重さがある。タワーの設計寿命は80年とされている。

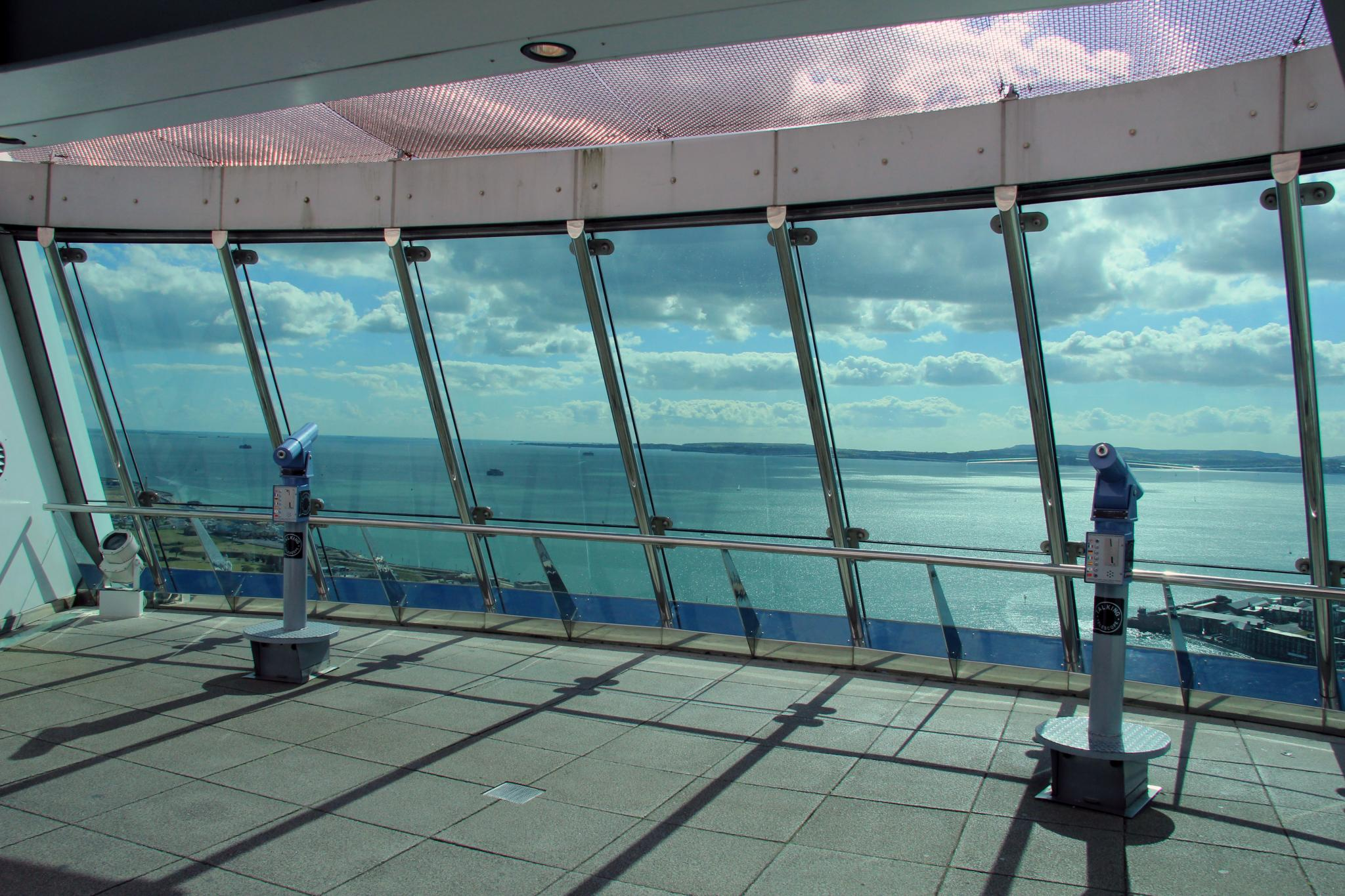
最上階の展望階
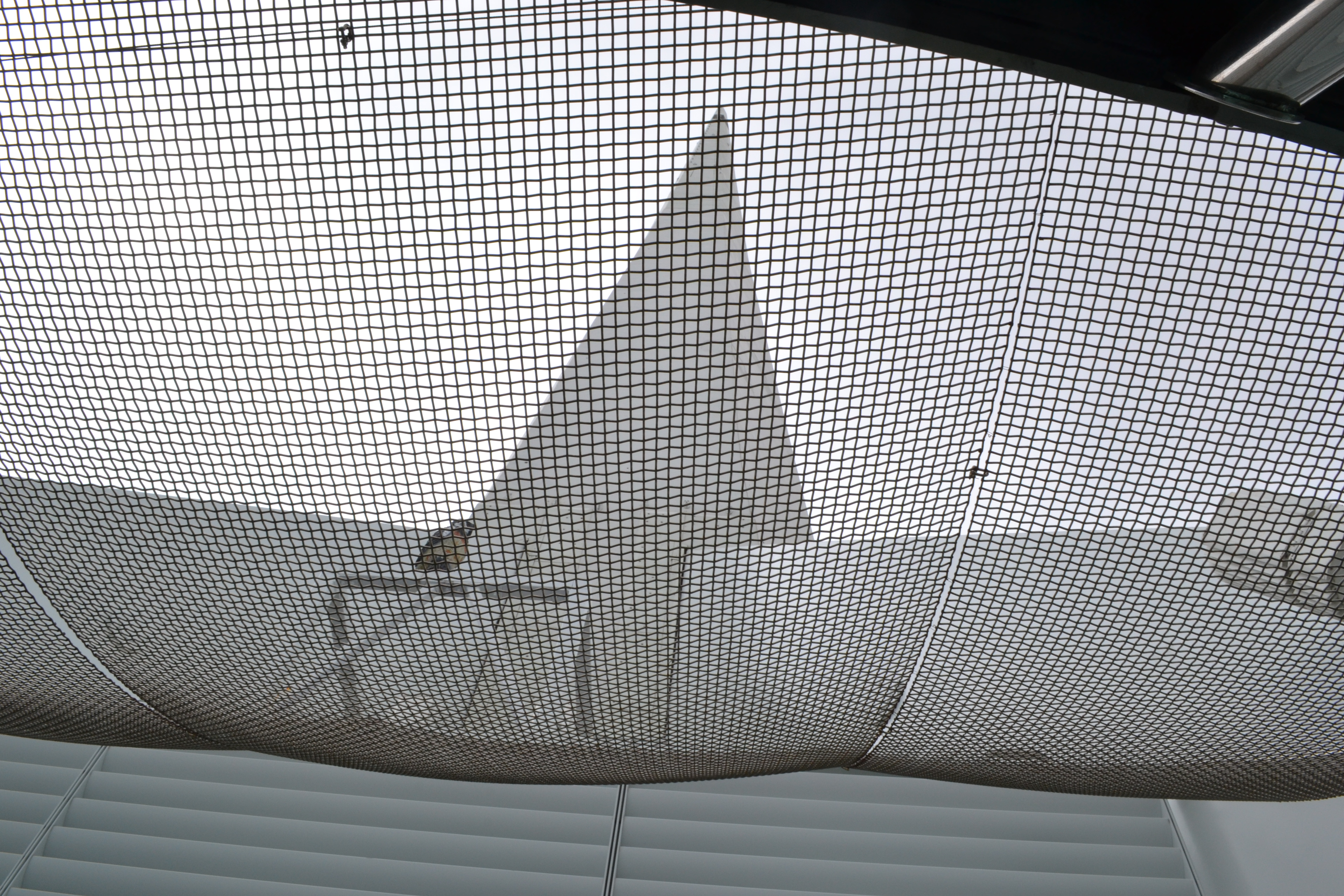
最上階から見た帆柱の先
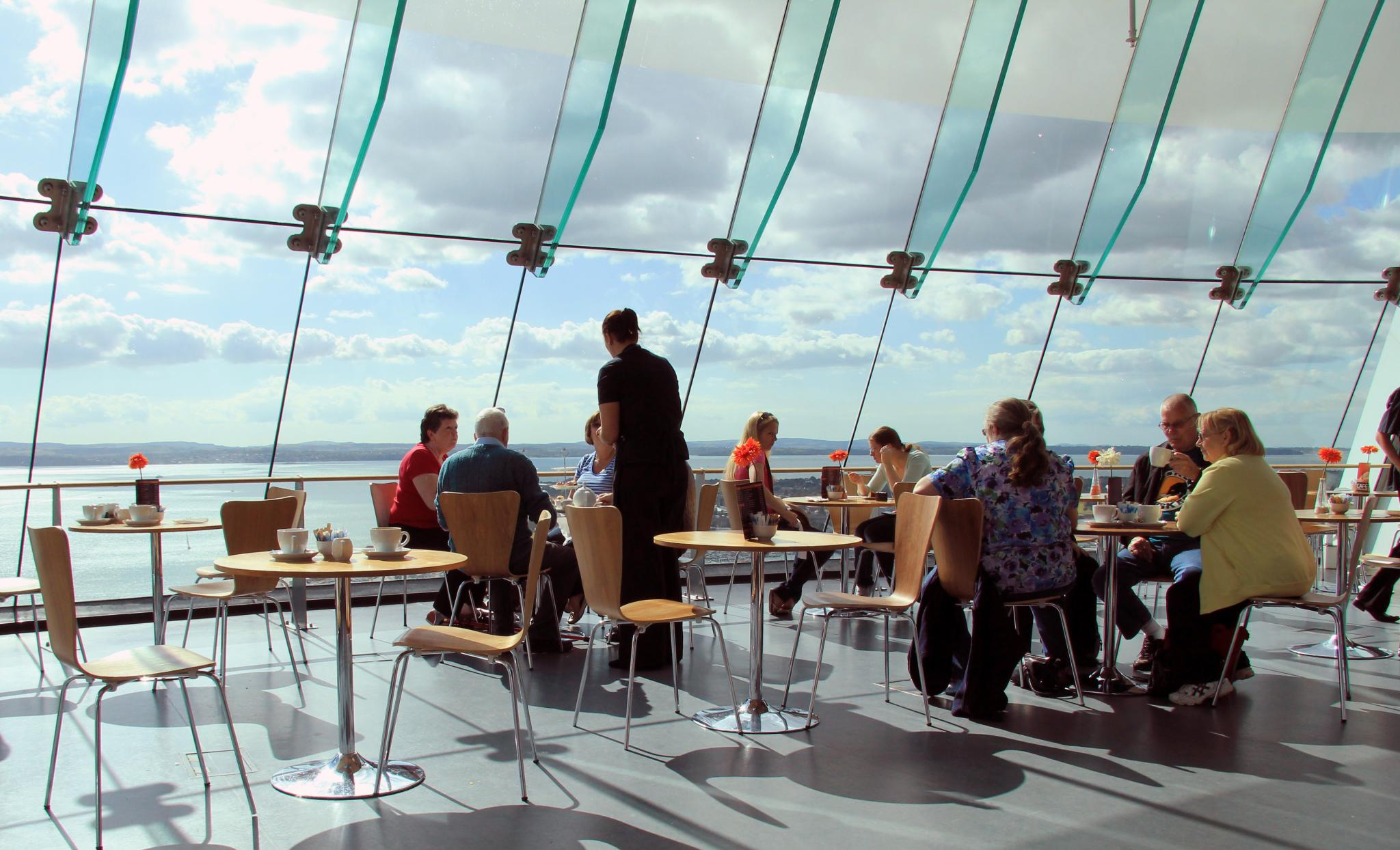
中間の展望階にあるカフェ「The Clouds」
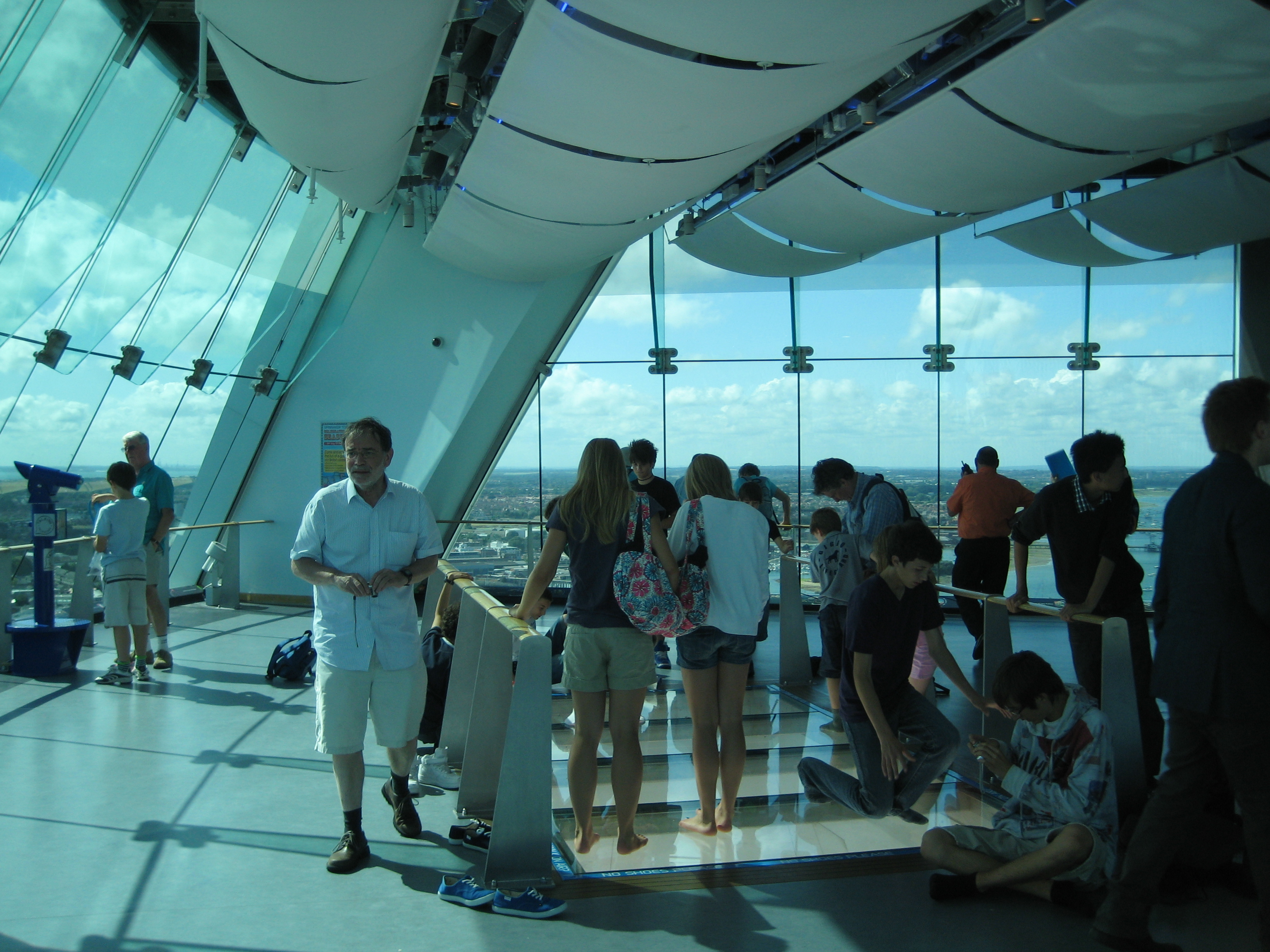
最も下にある階の内装。中央にガラス製の床があり、地上を眺めることが出来る
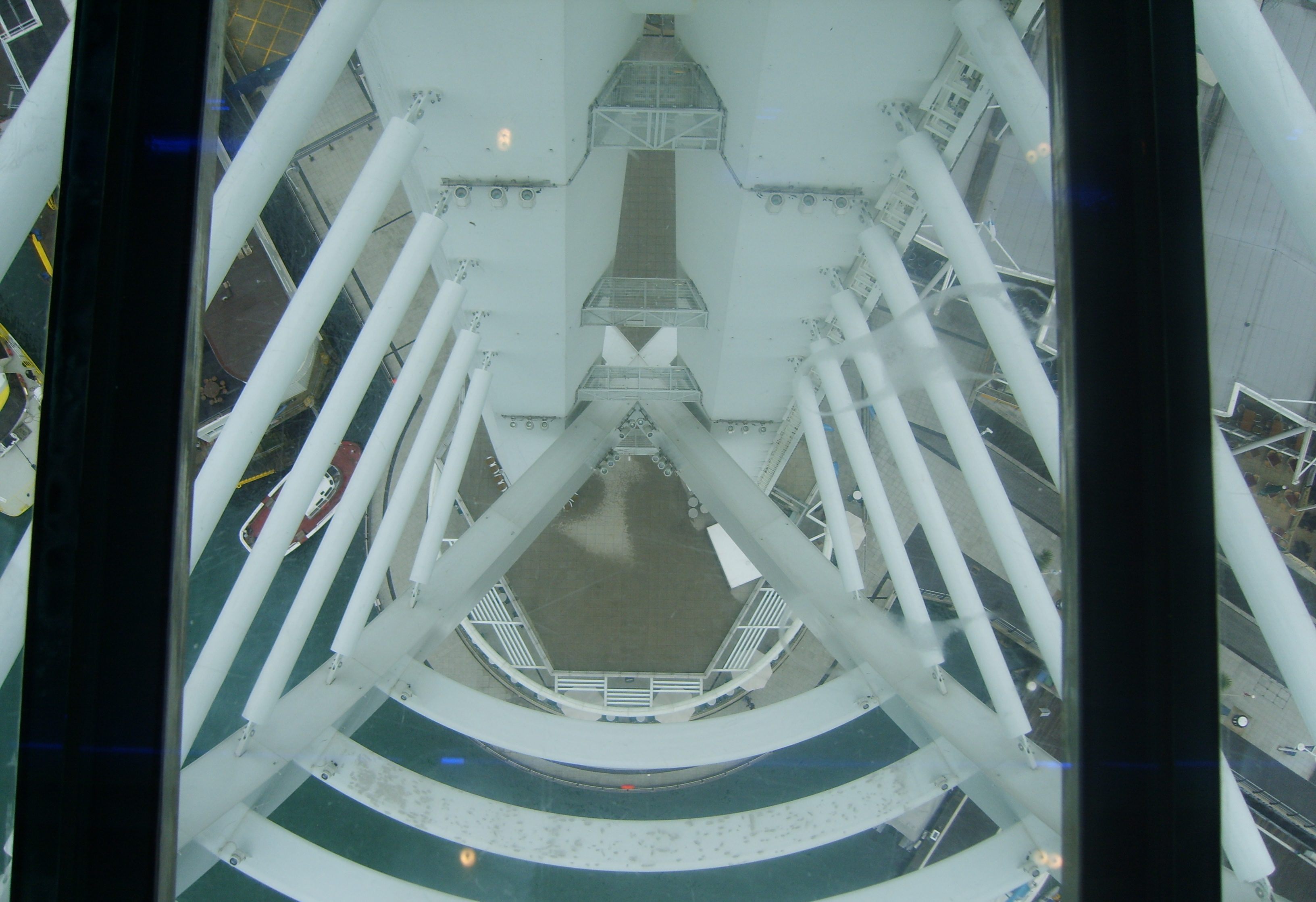
グラス・フロアからの眺め
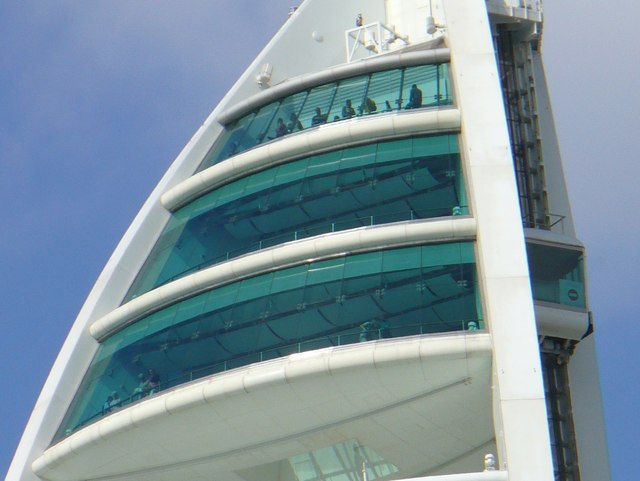
展望階の外観
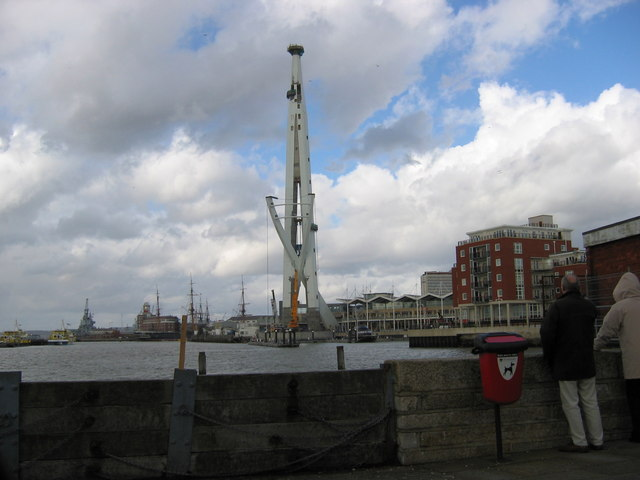
高さ143メートルのコンクリート支柱

### エレベーター
建設時にエレベーターは2つ設置されており、内部のエレベーターとガラス張りで外が見える外付けのエレベーターがあった。内部のエレベーターを取り付けたのはフィンランドのエスポーに本部を置くコネ、外付けのガラス張りエレベーターを取り付けたのはマスペロ。内部のエレベーターの最高速度は毎秒4メートルで、展望階に着くまで30秒を要する。
タワーの開業日当日、外付けエレベーターの乗客が1時間半閉じ込められるアクシデントが発生した。以降外付けエレベーターの修理を試みるも失敗を繰り返し、内部のエレベーターのみが稼動している状態が続いた。つまり内部のエレベーターが緊急停止した場合、身体障害者はタワーから降りることができない状況であった。これは1995年障害者差別禁止法に反していたため、2006年にタワーは営業停止の危機におちいった。この事態を打開するべく、座ったまま階段を降りられる避難椅子を導入し、タワーのスタッフに使用法を訓練させた。また市議会は外付けエレベーターを新しいものに取り替えるには負担が大きすぎると判断し、のちの2015年に除去作業を全て完了させている。また2008年の見積もりでは、一連の騒動によって市議会とタワーを提携運営するコンティニュアム・リーディング・アトラクションズは最大350万イギリス・ポンドの収入減を被ったとしている。

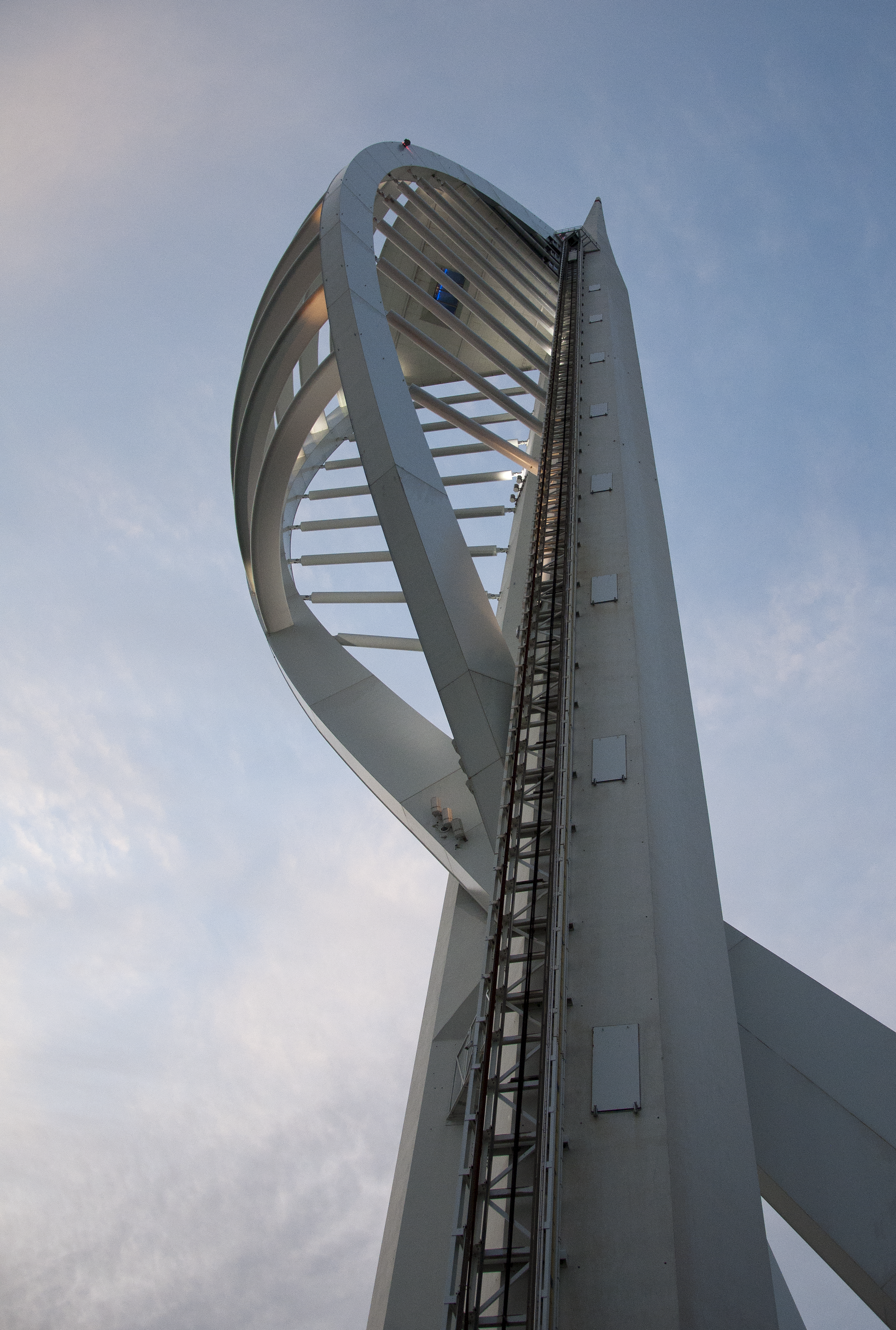
外付けのエレベーター
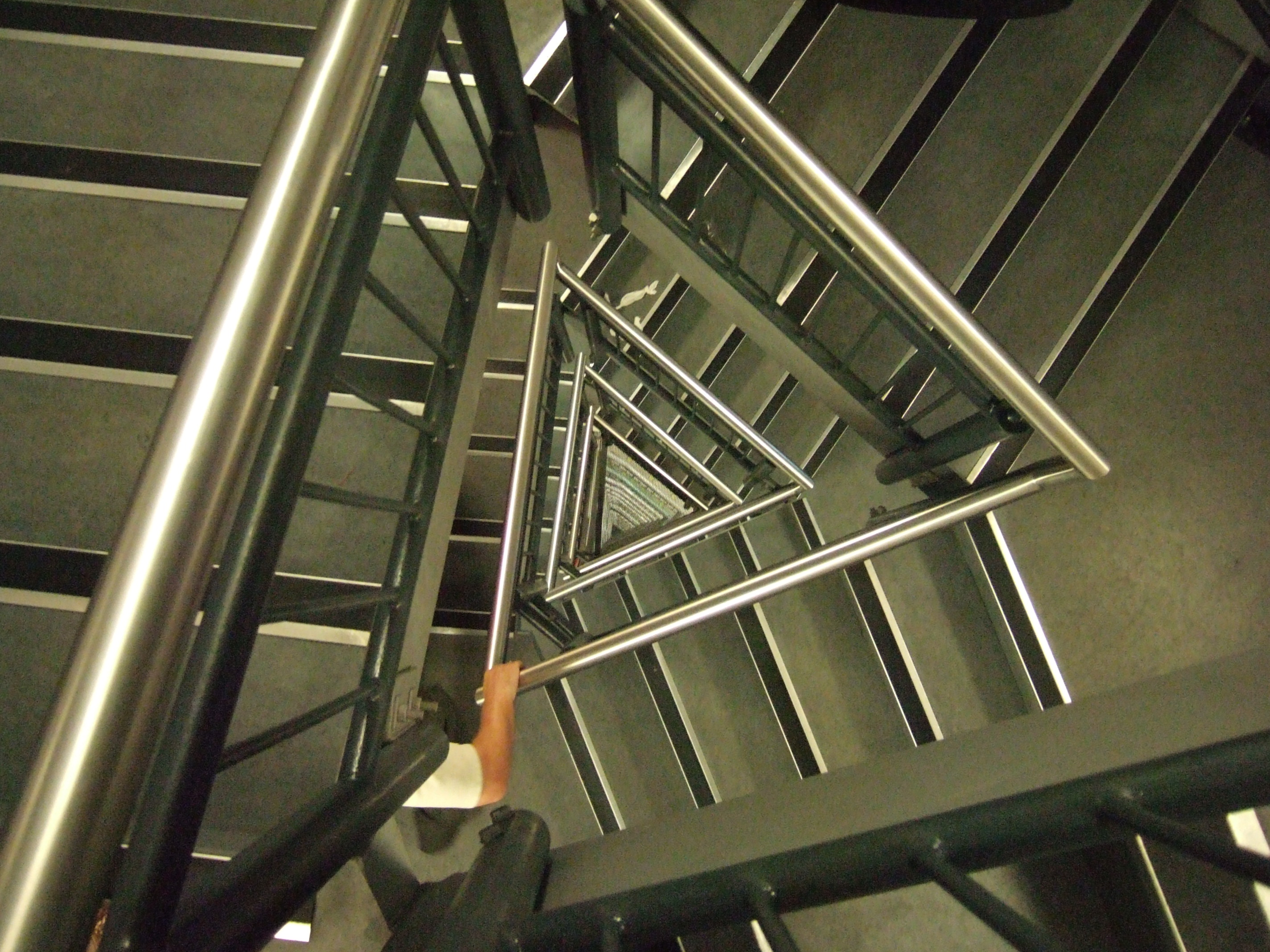
570段ある避難用階段

## 照明
タワーには赤色LEDの航空障害灯が7つ取り付けられている。尖頭部の頂上、つまり地上170-メートル (560 ft)地点に1つ、北の地上117-メートル (384 ft)地点に1つ、東西の地上115-メートル (377 ft)地点に2つ、北と東西の地上80-メートル (260 ft)地点に3つ存在する。この障害灯は、周囲の全方向や上空からでも目で確認することができ、約15年の寿命の間、自動的に明滅を繰り返す。イルミネーションに関しては、タワーの建設および設計を担当したモーレムは、GIAイクエイション・ライトニング・デザイン社のマーク・ヘンズマンを主要契約者として、タワーの外側を照らす照明デザインの制作を委託した。タワーには後部のコンクリート製の脚の部分や、軸の下部など、タワーの土台となる部分を照らす白色照明（フィーチャー・ライティング）と、円弧部分の内部と尖頭の正面を照らすマーチンプロフェッショナル社の製品、Exterior 200が22個とExterior 600が28個の計50個の組み合わせから構成される、光の色が変更可能な建築用の投光照明（ショー・ライティング）の2種類が存在する。
28個のExterior 600は尖頭の頂上部分やタワーの正面部を照らすため、タワー周辺の異なった場所に設置されている。その一方で、短い距離に光を放つ22個のExterior 200は、円弧の形をした肋骨状の骨組みの内側や3つの展望階といった側面を照らしている。また外部のショー・ライティングが目立たないよう、展望階の室内にはLEDライトが使用されている。
色の変更可能なショー・ライティングは毎日日没15分前から夜の12時まで点灯しており、平常時は白色を灯している。特別な日や催しがある場合に限り、それを知らせるための普段とは違う色が用いられる。また、これらの照明はポーツマス・ハーバーへ着港する船への信号灯としての役目も担っている。

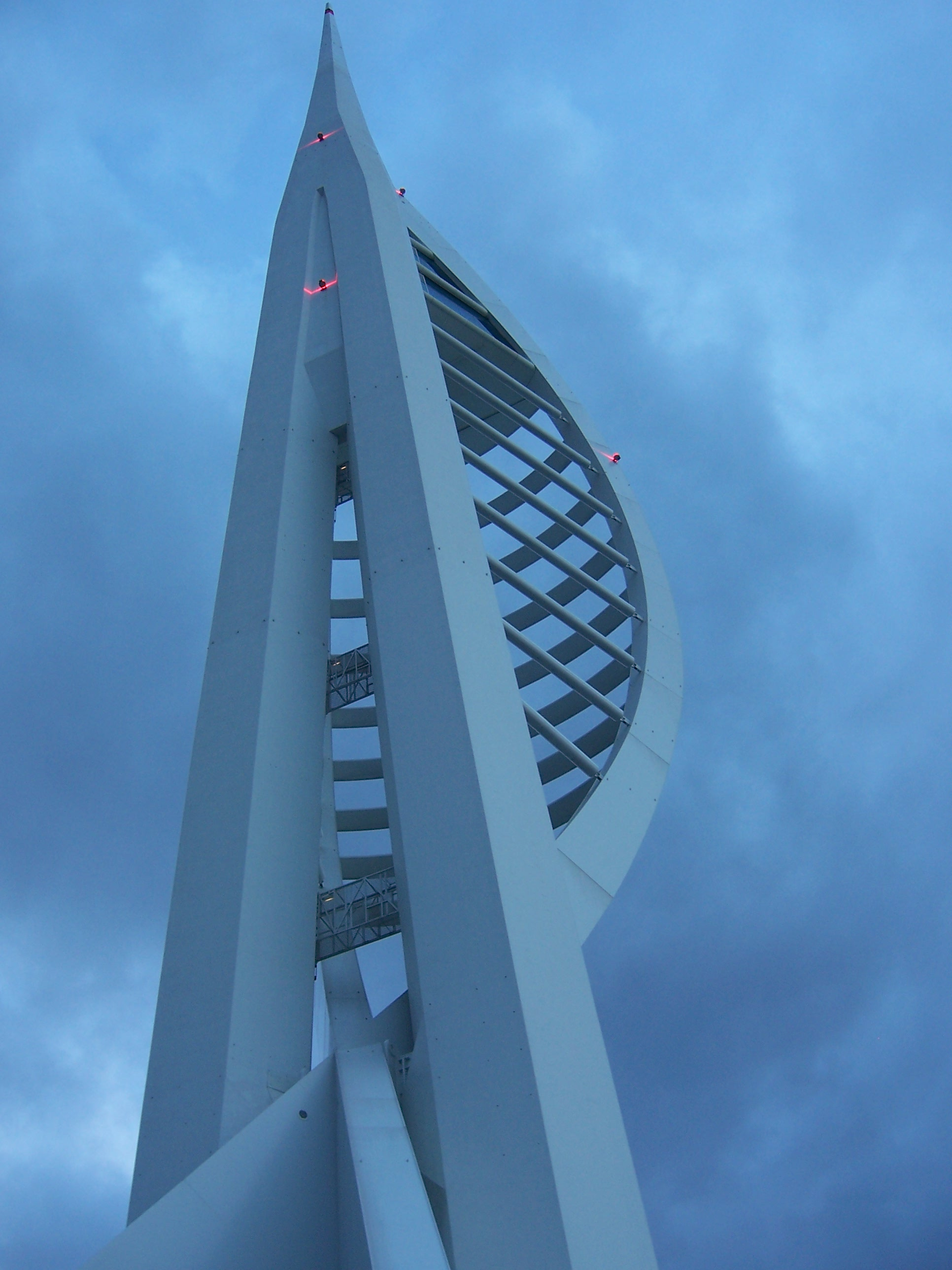
タワーの後部および赤色LEDの航空障害灯
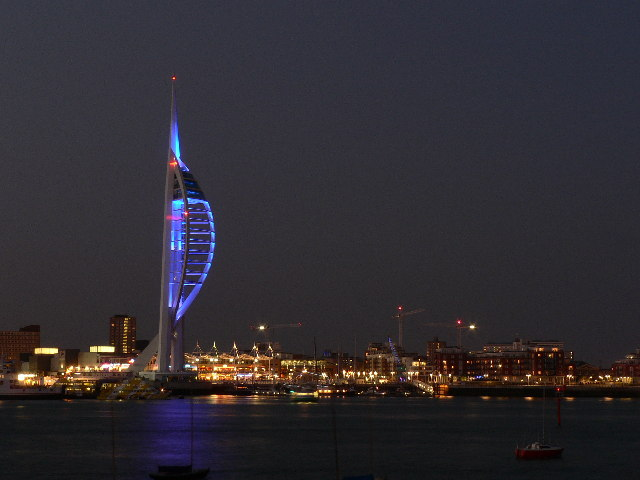
ライトアップされた夜のタワー

## 運営および営業
タワーはポーツマス市議会およびイングランド北部の都市、ヨークを拠点とし、文化的観光名所を営業している団体、コンティニュアム・リーディング・アトラクションズ （英: Continuum Leading Attractions）が提携して運営されている。タワーは開業後10年間でポーツマス市議会に400万イギリス・ポンドの利益をもたらしている。
営業時間は10時から18時まで。閉館30分前まで入場が可能。毎年12月25日は休業日となっている。入場料は大人8.55ポンド、学生7.55ポンド（2013年時点）。

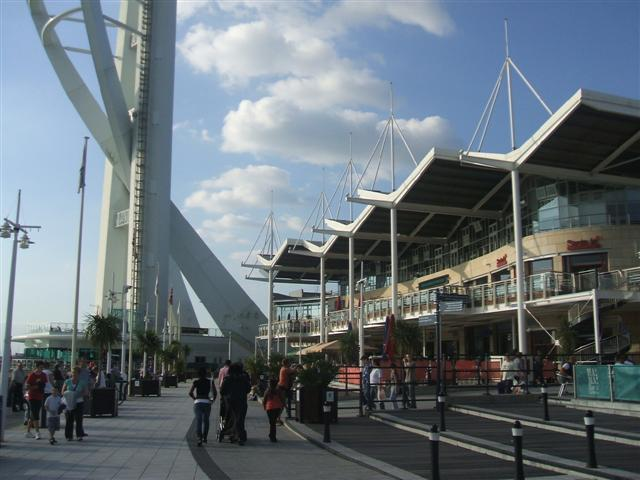
商業施設ガンウォーフ・キーに併設されたタワー
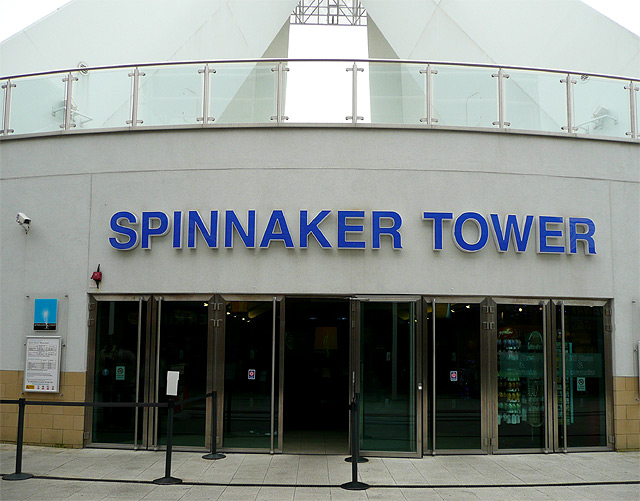
タワーのエントランス
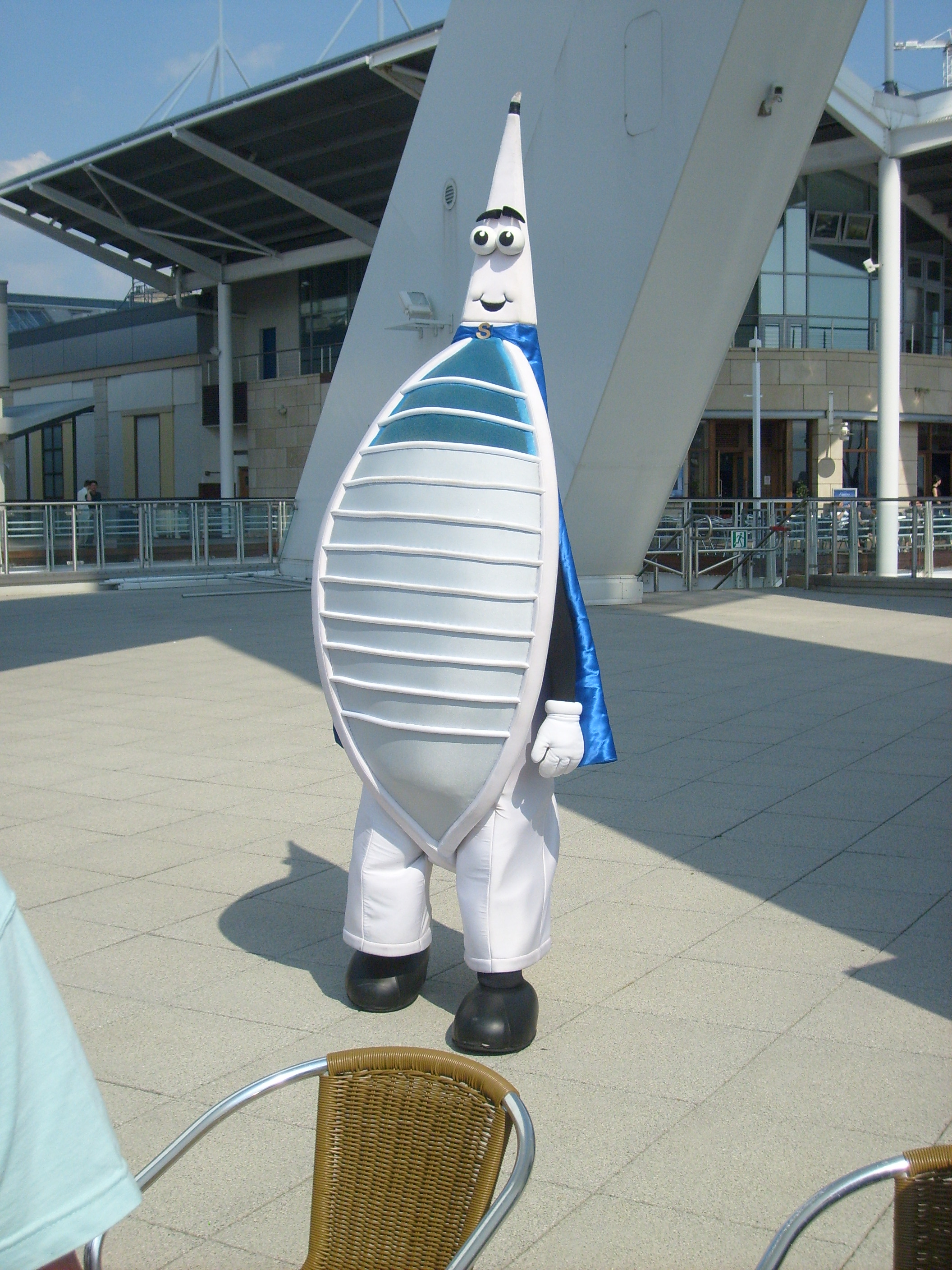
タワーのマスコット、「スピニー」（英: Spinny）

## 評価

### 肯定的
受賞したアワードについては受賞歴の節を参照されたい。開業翌年の2006年には複数のアワードで最も高い評価を受けている。RICS Awardsではポーツマス地域における再興、建造物の保全、地域への貢献が評価されProject of the Year部門で受賞し、「地域を蘇らせた」ことがRegeneration部門の同時受賞にも繋がった。Structural Awardsにおける審査員は、通常の慣例に則ることなく設計された複雑な構造と、風が及ぼす影響を把握し、定量化するためにモデルの検証が不可欠であった建設状況に言及しており、それらを踏まえた上で「世界で最も精巧なタワーの1つであり、ポーツマス・ハーバー再興計画における要である」と評価した。Portsmouth Society Design Awardsにおいては、「ポーツマスの象徴になるという目的を達成し、開業初年度から何十万もの訪問者を魅了している」と述べ、「革新的な設計技術の勝利」と表現した。また、2007年のTourism ExSEllence Awardsでは顧客サービス、営業およびアクセスの良さなどの分野において得票し、タワーの眺めは「友好的なタワースタッフによる力添えもあって、観光をユニークな経験にさせてくれる」とした。

### 否定的
旅行ガイド会社のDK・アイウィットネス・トラベル・ガイドが、スピンネーカー・タワーをブリテン島において最上位の建物のうちの1つであり、イギリス国内において訪れるべき20箇所の建造物の1つであると位置付けたことをうけ、『タイムズ』紙の建築批評家であったトム・ディックホフは、その一覧に掲載されるべきではないとの否定的見解を示した。彼は記事の中で、タワーを「ジャンク・フードのような構造をもった知性に欠ける建物」と表現し、模したスピンネーカーの形状については「単なる象徴であり、ただ観光客に必ず見てもらう、つまりチェックボックスにチェックを入れてもらうような目的のためだけに設計された」と批評し、「距離を置いて眺めれば海軍とともにあったポーツマスよりもドバイを彷彿とさせる形」で感嘆はしないと述べた。また間近で見ると全体的に少し冴えなくなり、「建造物ではなくただのこけおどし」で、「細かい装飾を大雑把に施された建築」だと論じた。運営面に関しては、建設費用および建設期間は当初の想定を越えていたことを踏まえて、タワーの建設計画は短期間的に見て失敗とし、長期間的にみても成功した例であるかは疑問としているビジネスモデル研究者も存在する。

### 受賞歴
ファイナリストを除く。
| 年     | アワード名                              | 部門名                                     | 結果     | 出典   |
| ------ | --------------------------------------- | ------------------------------------------ | -------- | ------ |
| 2006年 | National Lottery Awards                 | Southern Region                            | 優勝     | [ 52 ] |
| 2006年 | RICS Awards                             | Project of the Year                        | 優勝     | [ 53 ] |
| 2006年 | RICS Awards                             | Regeneration                               | 優勝     | [ 53 ] |
| 2006年 | Portsmouth Society Design Awards        | Best New Buildings                         | 優勝     | [ 47 ] |
| 2006年 | Structural Awards                       | Arts, Leisure or Entertainment Structures  | 表彰     | [ 46 ] |
| 2007年 | Tourism ExSEllence Awards               | Large Visitor Attraction of the Year       | 2位      | [ 48 ] |
| 2007年 | Tourism ExSEllence Awards               | Business Tourism                           | 2位      | [ 48 ] |
| 2008年 | Best Bar None Awards                    | Leisure complex                            | 優勝     | [ 54 ] |
| 2012年 | Beautiful South Awards 2012/2013        | Large Attraction of the Year               | 高評価   | [ 55 ] |
| 2013年 | Beautiful South Awards 2013/2014        | Large Visitor Attraction of the Year       | シルバー | [ 56 ] |
| 2013年 | South Coast Business Awards             | Customer Service                           | 2位      | [ 57 ] |
| 2013年 | World Federation of Great Towers Awards | Staffing Award                             | 優勝     | [ 58 ] |
| 2014年 | The News Business Excellence Awards     | Retailer, Hospitality, Tourism and Leisure | 優勝     | [ 59 ] |